# نابودگر (فیلم ۱۹۸۴)
نابودگر (انگلیسی: The Terminator) فیلمی آمریکایی در ژانر اکشن علمی تخیلی به کارگردانی جیمز کامرون است که در ۱۹۸۴ منتشر شد. فیلم‌نامهٔ این فیلم را کامرون و گیل آن هرد به رشتهٔ تحریر درآورده‌اند. آرنولد شوارتزنگر نقش یک قاتل سایبورگ به‌نام نابودگر را ایفا می‌کند که از تاریخ۱۱ جولای ۲۰۲۹ به سال۱۹۸۴ فرستاده می‌شود تا سارا کانر (لیندا همیلتون) را بکشد. پسر متولدنشدهٔ سارا که روزی بشریت را در آینده‌ای پساآخرالزمانی از انقراض نجات خواهد داد، سربازی به‌نام کایل ریس (مایکل بین) را به گذشته می‌فرستد تا از مرگ مادرش جلوگیری شود.
کامرون فرضیهٔ فیلم را از رؤیای تب‌آلودی که در جریان اکران اولین فیلمش پیرانا ۲: تخم‌ریزی (۱۹۸۲) در رم تجربه کرد، طراحی کرد و این مفهوم داستانی را با همکاری ویشر توسعه داد. شوارتزنگر پس از دوستی با کامرون پذیرفت که نقش شخصیت اصلی را ایفا کند. اغلب مراحل فیلم‌برداری فیلم در شب و در لس آنجلس تکمیل شد. جلوه‌های ویژهٔ فیلم که شامل مینیاتورها و انیمیشن‌های استاپ‌موشن می‌شد توسط تیمی از هنرمندان به رهبری استن وینستون و جین وارن جونیور ساخته شد.
نابودگر به‌مدت دو هفته در صدر جدول گیشهٔ ایالات متحده قرار گرفت و در نهایت در مقابل بودجهٔ متوسط ۶٫۴ میلیون دلاری که برایش تعیین شده بود، بیش از ۷۸٫۳ میلیون دلار فروش داشت. این فیلم باعث شد که فعالیت حرفه‌ای کامرون در سینما آغاز شود و شوارتزنگر به یکی از بازیگران برجستهٔ سینما تبدیل شود. موفقیت این فیلم منجر به ساخت یک فرنچایز متشکل از چندین دنباله، یک مجموعه تلویزیونی، کتاب‌های کمیک، رمان و بازی‌های ویدیویی شد. در سال ۲۰۰۸، نابودگر از سوی کتابخانه کنگره به‌دلیل اهمیت «از نظر فرهنگی، تاریخی، یا زیبایی‌شناختی» برای نگهداری در فهرست ملی ثبت فیلم انتخاب شد. دنبالهٔ این فیلم با عنوان نابودگر ۲: روز داوری در سال ۱۹۹۱ منتشر شد. پس از آن مجموعه‌ای از فیلم‌ها منتشر شدند که با فروش کمتر و نظرات ضعیف‌تری از سوی متنقدان همراه بودند؛ نابودگر ۳: خیزش ماشین‌ها (۲۰۰۳)، رستگاری نابودگر (۲۰۰۹)، نابودگر: جنسیس (۲۰۱۵)، و نابودگر: سرنوشت تاریک (۲۰۱۹)، و همچنین مجموعهٔ تلویزیونی ۲۰۰۸.

## داستان
در سال 2029، یک ربات انسان‌نما که برای ترور طراحی شده و به «ترمیناتور» شهرت دارد، به گذشته و به شهر لس‌آنجلس در سال 1984 فرستاده می‌شود تا زنی به نام سارا کانر را پیدا کرده و او را بکشد. ظاهر این ماشین، دقیقاً شبیه یک مرد معمولی است اما در حقیقت یک قاتل بی‌رحم با ماموریتی مشخص است. هم‌زمان، یک سرباز انسانی به نام کایل ریس نیز از آینده به گذشته سفر می‌کند تا از جان سارا محافظت کند. ترمیناتور با جست‌وجو در دفتر تلفن، افرادی با نام مشابه سارا کانر را یکی‌یکی می‌کشد و در این میان، هم‌خانه سارا به نام جینجر و دوست‌پسر او، مت نیز به قتل می‌رسند. در نهایت، ترمیناتور سارا را در یک باشگاه شبانه پیدا می‌کند اما کایل سر می‌رسد و او را نجات می‌دهد. آن دو با دزدیدن یک خودرو از صحنه فرار می‌کنند، در حالی که ترمیناتور با ماشین پلیس دنباله‌رویشان است.
وقتی به‌طور موقت در یک پارکینگ پنهان می‌شوند، کایل برای سارا توضیح می‌دهد که در آینده، یک سامانه دفاعی خودآگاه به نام اسکای‌نت که توسط شرکت سایبرداین ساخته شده، کنترل را در دست می‌گیرد و جنگی هسته‌ای به راه می‌اندازد که بشریت را در آستانه نابودی قرار می‌دهد. پسر آینده سارا، جان کانر، رهبر جنبش مقاومت در برابر اسکای‌نت خواهد شد. اسکای‌نت برای جلوگیری از این سرنوشت، ترمیناتور را به گذشته فرستاده تا پیش از تولد جان، سارا را از میان بردارد. ریس همچنین توضیح می‌دهد که ترمیناتور می‌تواند صدای انسان‌ها را به‌طور کامل تقلید کند و در زیر پوست طبیعی‌اش، اسکلت فلزی مقاومی دارد که او را تقریباً شکست‌ناپذیر می‌سازد.
پس از یک تعقیب و گریز دیگر، ترمیناتور دچار سانحه شده و ناپدید می‌شود. پلیس، سارا و کایل را دستگیر می‌کند. در بازداشتگاه، ریس مورد بازجویی یک روان‌شناس جنایی به نام دکتر سیلبرمن قرار می‌گیرد که حرف‌های او را هذیان می‌داند. در همین حال، ترمیناتور که مخفیانه در یک اتاق متل به تعمیر خود پرداخته، به اداره پلیس می‌رود و در یک قتل‌عام وحشیانه، ده‌ها مأمور را می‌کشد تا به سارا برسد. ریس و سارا موفق به فرار می‌شوند و در یک متل دیگر مخفی می‌شوند. آنها بمب‌های دست‌ساز می‌سازند و در حین آماده‌سازی برای نبرد نهایی، ریس به سارا می‌گوید که از مدت‌ها پیش، از روی عکسی که جان به او داده بود، عاشق او شده است. سارا نیز به احساساتش پاسخ می‌دهد و رابطه‌ای عاطفی و جسمی بین آن‌ها شکل می‌گیرد.
ترمیناتور با شنود تماس تلفنی سارا با مادرش، محل اختفای آن‌ها را پیدا می‌کند. سارا و ریس با یک وانت فرار می‌کنند، در حالی که ترمیناتور با موتورسیکلت در تعقیبشان است. در جریان تعقیب، ریس هنگام پرتاب بمب زخمی می‌شود و سارا، کنترل وانت را از دست می‌دهد. ترمیناتور که به‌شدت آسیب دیده، یک تانکر سوخت را می‌رباید و سعی می‌کند سارا را زیر بگیرد. ریس با وارد کردن بمبی به داخل لوله تانکر، آن را منفجر می‌کند و بدنه بیرونی ترمیناتور از بین می‌رود، اما اسکلت فلزی‌اش هنوز فعال است. آن‌ها به یک کارخانه وارد می‌شوند. ریس با راه‌اندازی دستگاه‌های صنعتی، حواس ترمیناتور را پرت می‌کند و در نهایت، آخرین بمبش را به داخل بدن آن فرو می‌برد که باعث انفجار و مرگ خودش می‌شود. با این حال، نیم‌تنه باقی‌مانده ترمیناتور هنوز زنده است. سارا موفق می‌شود آن را به‌سمت یک دستگاه پرس هدایت کند و با فشردن دکمه، آن را خرد و نابود کند.
مدتی بعد، سارا که حالا باردار است، در حال سفر به مکزیک است. او نوارهایی صوتی برای پسر آینده‌اش ضبط می‌کند. در یک پمپ‌بنزین، پسربچه‌ای از او عکس می‌گیرد؛ همان عکسی که روزی جان به ریس خواهد داد. صاحب پمپ‌بنزین درباره آمدن طوفان هشدار می‌دهد و سارا با نگاهی پرمعنا تأیید می‌کند؛ طوفانی در راه است؛ طوفانی به نام اسکای‌نت. او سوار ماشین می‌شود و به‌سوی آینده‌ای تاریک اما با امید حرکت می‌کند.

## بازیگران
- آرنولد شوارتزنگر در نقش نابودگر،با ماموریت به قتل رساندن سارا کانر از طرف اسکای نت.
- مایکل بین در نقش کایل ریس،کسی که از طرف نیروی مقاومت انسان ها برای محافظت از سارا به زمان گذشته سفر کرده است.
- لیندا همیلتون در نقش سارا کانر،کسی که رهبر مقاومت انسان ها را در آینده به دنیا خواهد آورد(جان کانر).
- پل وینفیلد در نقش اِد ترکسلر،ستوان پلیس
- لانس هنریکسن در نقش وکوویچ،از اداره پلیس لوس آنجلس
- ارل بوئن در نقش دکتر پیتر سیلبرمن
- بِس موتا در نقش جینجر،هم خونه سارا
- ریک روسوویچ در نقش مَت،دوست پسر جینجر
- برایان تامپسون در نقش پانکس،کسی که توسط نابودگر کشته میشود.
- ماریان مولرلایلی در نقش یک سارا کانر دیگر که توسط نابودگر کشته میشود.
- هریت وایت

## دنباله
در سال ۱۹۹۱ جیمز کامرون نابودگر ۲: روز داوری را ساخت.